# Хомич, Алексей Петрович
Алексе́й Петро́вич Хо́мич (14 марта 1920, Москва — 30 мая 1980, Москва) — советский футболист, вратарь. Заслуженный мастер спорта СССР (1948).

## Биография
Родился 14 марта 1920 года в рабочем посёлке Дубровка под Москвой, тремя годами позднее вошедшем в черту Москвы. Воспитанник юношеской команды Таганского парка культуры и отдыха — 1935 год. Затем играл за клубные команды Московского мясокомбината — 1936—1939. Выступал за московский «Пищевик» — 1940—1941. В 1942 году был призван в действующую армию. В 1943 году играл в Тегеране за команду своего военного гарнизона. В чемпионате Москвы дебютировал в составе московского «Динамо» 19 сентября 1944 года с «Крыльями Советов» (Москва), 0:1.
В чемпионате СССР дебютировал 20 мая 1945 года в матче против московского «Спартака», который завершился вничью 1:1. В том же году, по итогам поездки «Динамо» в Великобританию, присвоено звание мастер спорта СССР.
Двукратный чемпион СССР. Серебряный призёр четырёх чемпионатов СССР. Финалист Кубка СССР 1945 и 1949 годов. Участник и герой памятных поездок команды в Великобританию осенью 1945 года, в Швецию и Норвегию в 1947 году. Хомич имел прекрасные вратарские показатели — 0,66 мяча за игру. Отыграл шесть сезонов за «Динамо».
После московского «Динамо» играл за минское «Динамо» — 1953—1956 годы.
В 1950 году окончил школу тренеров при ГЦОЛИФК. Окончил заочное отделение ГЦОЛИФК (1953).
Долгое время работал инструктором физкультуры в одном из динамовских райсоветов.
С 1969 по 1979 год работал спортивным фотокорреспондентом еженедельника «Футбол». В 1964—1979 годах был членом Центрального штаба клуба «Кожаный мяч» и активно участвовал в его работе.
Был членом КПСС. Служил дежурным офицером одного из подразделений 9-го Управления КГБ СССР, отвечавшего за охрану первых лиц государства.
Скончался 30 мая 1980 года в возрасте 60 лет. Похоронен на Хованском кладбище (Центральная территория, участок № 30).

### Стиль игры
Один из лучших вратарей советского футбола второй половины 1940-х годов. Пользовался огромной популярностью после поездки команды в Великобританию, где он получил прозвище «Тигр». Смелый, ловкий, взрывной, обладал феноменальной реакцией и редкой прыгучестью. Хорошая вратарская техника, сильные руки, позволявшие ему надёжно принимать мяч в руки («хват»), умение ловить мяч в эффектных бросках, после которых он мгновенно вскакивал на ноги, сделали Хомича вратарём яркого, зрелищного стиля. Особенно хорошо действовал на линии ворот. Трудолюбие, склонность к критическому самоанализу, неукоснительное соблюдение спортивного режима помогли ему долгие годы выступать на стабильно высоком уровне. Оказал большое влияние на формирование манеры игры Льва Яшина.

## Достижения

### Командные
«Динамо» (Москва)
- Чемпион СССР: 1945, 1949
- Серебряный призёр чемпионата СССР: 1946, 1947, 1948, 1950
- Финалист Кубка СССР: 1945, 1949

«Динамо» (Минск)
- Бронзовый призёр чемпионата СССР: 1954

### Личные
- В списке 33 лучших футболистов страны: № 3 (1948), № 2 (1949)
- Участник памятных поездок команды в Великобританию осенью 1945 года, в Швецию и Норвегию в 1947 году.

## Награды
- Медаль «За трудовую доблесть» (27.04.1957) — «за успехи, достигнутые в деле развития массового физкультурного движения в стране, повышения мастерства советских спортсменов, и успешное выступление на международных соревнованиях»
- Медаль "За оборону Москвы" - работник ГОЛИФК /Москва/

## Киновоплощения
- В фильме «Лев Яшин. Вратарь моей мечты» (2019) Алексея Хомича сыграл Алексей Кравченко.
- В фильме «Одиннадцать молчаливых мужчин» (2021) Алексея Хомича сыграл Роман Курцын.

## Цитаты
Поэт Евгений Евтушенко посвятил Алексею Хомичу следующие строчки:
Ты, как за решёткой клетки, ходишь, 

вне игры, за сеткою ворот,

бывший «тигр», вратарь «Динамо» Хомич —

фотоаппарат мячи берёт.

Помнишь ли, когда тебя снимали,

мертвенными вспышками слепя,

помнишь ли, как в лондонском тумане

шёл великий Стэнли на тебя?

Пономарь глядел тогда удавом. 

Пёр Бобёр, защитников круша…

В штанге просыпалась от ударов

дерева заснувшая душа.

Круг редеет… Где ты, Вася Карцев?

И порою хочется в тоске

ну, хотя бы кончиками пальцев

молодость свою достать в броске.

Но, спеша к чужому поединку,

счастлив ты всегда, как ни грусти,

хоть одну футбольную травинку

на колене с кромки унести.Евгений Евтушенко, «Вратарь»

## Память

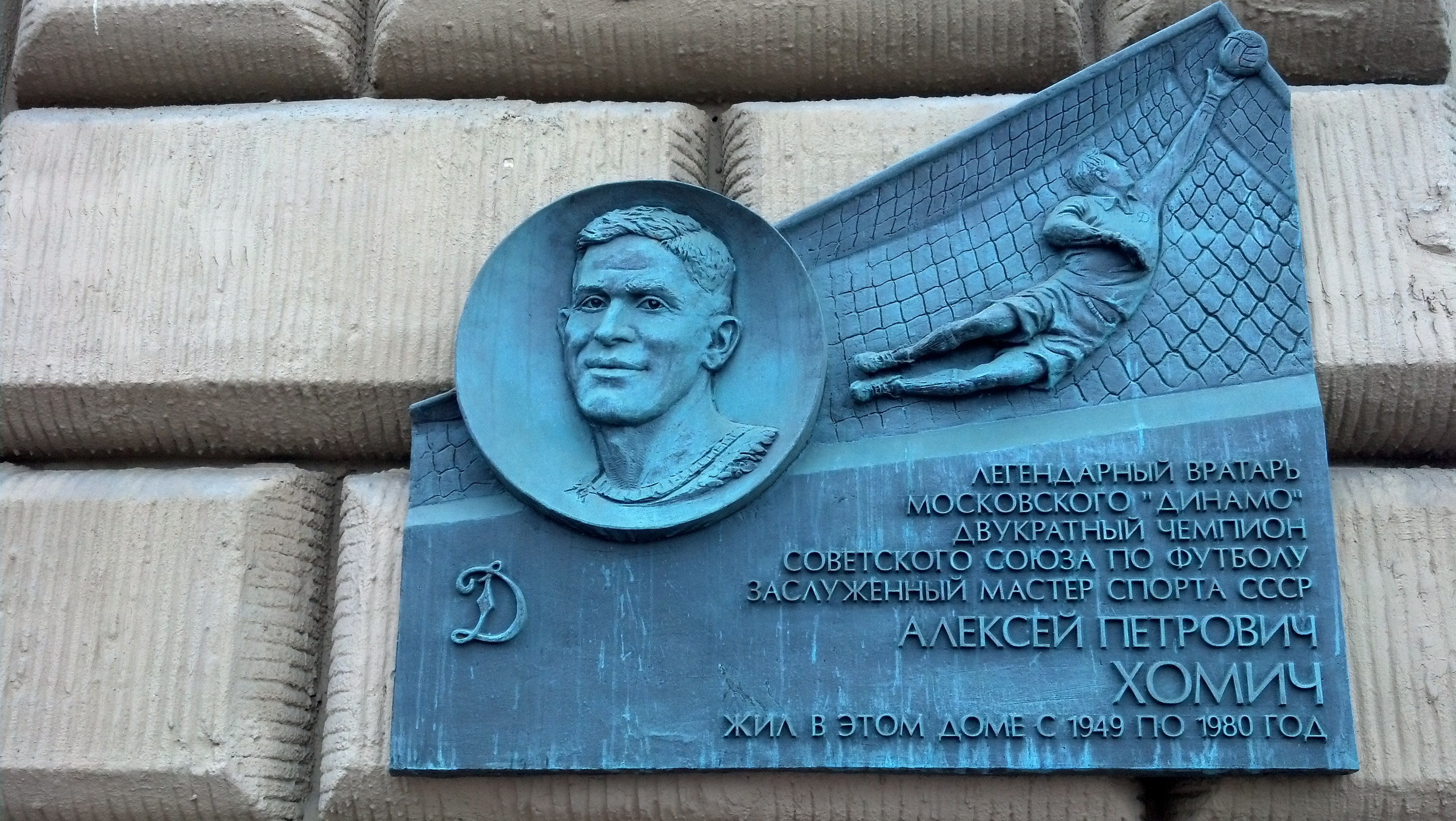
Мемориальная доска Хомичу на фасаде дома № 41 по Кутузовскому проспекту, где он жил

14 марта 2012 года, в 92-ю годовщину со дня рождения выдающегося вратаря, на фасаде дома № 41 по Кутузовскому проспекту в Москве, где он проживал с 1949 по 1980 годы, была установлена мемориальная доска.

## В литературе
- Добронравов И. С. Алексей Хомич. — М.: Книжный клуб, 2002. — 96 с. — (Память). — 5000 экз. — ISBN 5-93607-036-0.
- Евграфов К. В., Перелыгин И. Н. Алексей Хомич — по прозвищу «Тигр». — М.: Олимпия Пресс, 2005. — 224 с. — (Судьба). — 2000 экз. — ISBN 5-94299-046-8.